# Agá Muhammad Chán
Agá Muhammad Chán (persky آقا محمد خان قاجار‎; 1742 – 17. června 1797) byl první perský šáh z rodu Kádžárovců, zakladatel královské dynastie. Jako šáh vládl od roku 1789 do své smrti, korunován byl v březnu 1796.
Původně kadžárský kmenový náčelník opět sjednotil perská území, která se po smrti Nádirově (1747) fakticky osamostatnila. Jeho tažení byla mimořádně krutá; například dobytí Gruzie bylo provázeno rozsáhlými masakry. V září 1795 dobyl Tbilisi a po masakrech místních obyvatel bylo asi 15 tisíc Gruzínců, žen a dětí odvlečeno do Íránu do otroctví.
Agá Muhammad byl energický a inteligentní vládce. Byl to on, kdo učinil hlavním městem Persie Teherán. Neměl potomky, protože byl v mládi vykleštěn, aby se nemohl účastnit bojů o moc. Miloval šperky a drahokamy, ale ani svou moc, ani své klenoty si už nestihl užít. V červnu 1797 ho během výpravy do oblasti dnešního Náhorního Karabachu ubodali k smrti dva vlastní sluhové. Služebníci, kteří měli být následující den přísně potrestáni, Agu Muhammada v noci zavraždili dýkou v jeho stanu. Následníkem se stal šáhův synovec Fát Alí.